# Christian Moser (sciatore)
Christian Moser (Villaco, 20 dicembre 1972) è un ex saltatore con gli sci austriaco.

## Biografia
In Coppa del Mondo esordì il 4 gennaio 1990 a Innsbruck (72°), ottenne il primo podio il 5 marzo 1994 a Lahti (2°) e l'unica vittoria lo stesso giorno, nella medesima località.
In carriera prese parte a un'edizione dei Giochi olimpici invernali, Lillehammer 1994 (10° nel trampolino normale, 26° nel trampolino lungo, 3° nella gara a squadre) e a una dei Campionati mondiali, Thunder Bay 1996 (6° nella gara a squadre il miglior risultato).

## Palmarès

### Olimpiadi
- 1 medaglia:
  - 1 bronzo (gara a squadre a Lillehammer 1994)

### Coppa del Mondo
- Miglior piazzamento in classifica generale: 21º nel 1995
- 3 podi (1 individuale, 2 a squadre):
  - 1 vittoria (a squadre)
  - 2 secondi posti (1 individuale, 1 a squadre)

#### Coppa del Mondo - vittorie
| Data         | Località | Nazione   | Trampolino                                                                   |
| ------------ | -------- | --------- | ---------------------------------------------------------------------------- |
| 5 marzo 1994 | Lahti    | Finlandia | Salpausselkä K114 (con Stefan Horngacher, Heinz Kuttin e Andreas Goldberger) |

### Campionati austriaci
- 2 medaglie[1]:
  - 1 argento (LH nel 1994)
  - 1 bronzo (120 m nel 1993)